# Amanullah Khan
Ghazi Amir Amanullah Khan (1. juni 1892 - 25. april 1960) var Afghanistans konge fra 1919 til 1929. Han ledede Afghanistan under uafhængigheden fra Storbritannien, og hans styre var præget af store politiske og sociale ændringer.